# مینوتور ۳

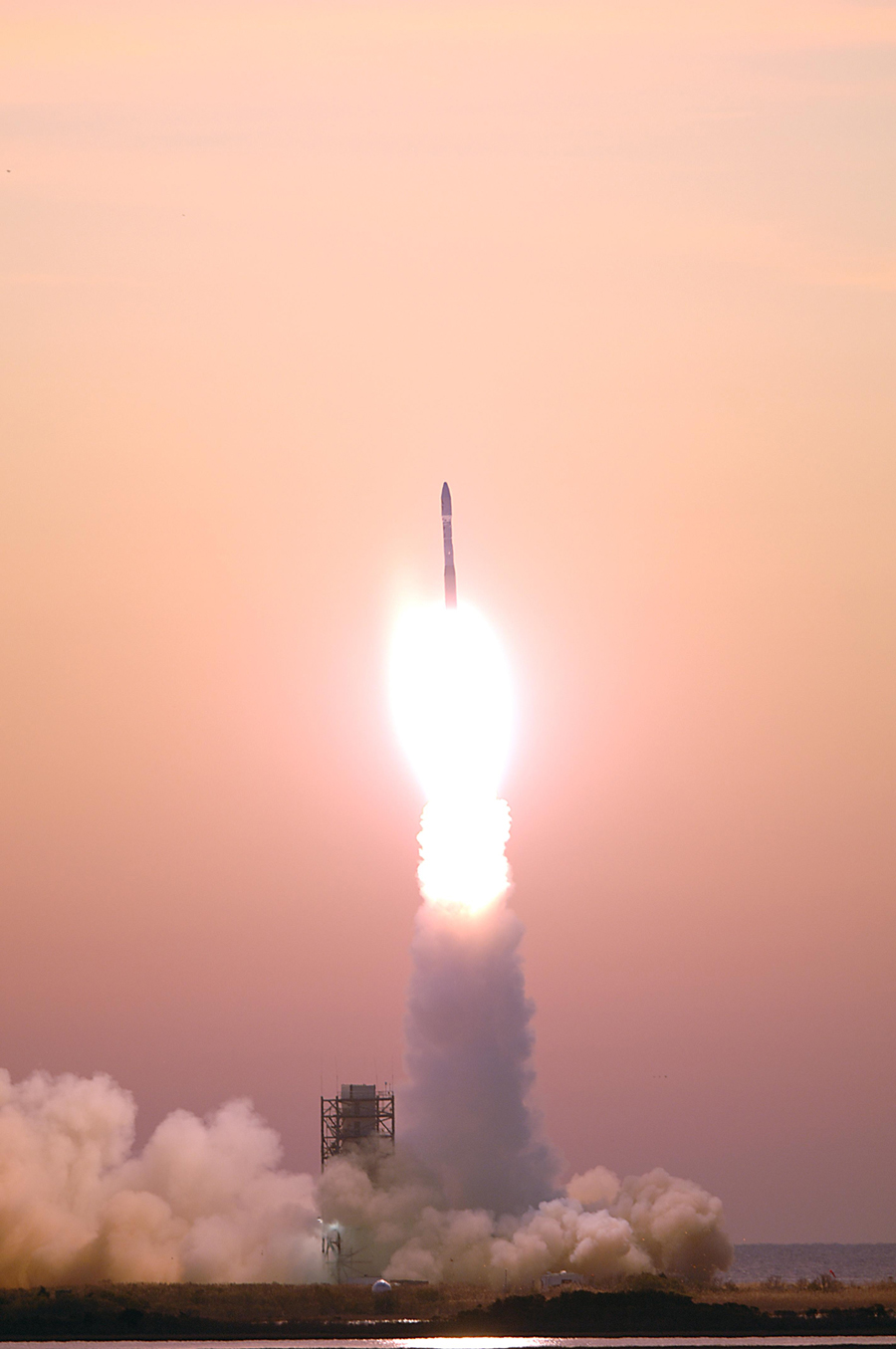

مینوتور ۳ (به انگلیسی: Minotaur III) یکی از موشک های مورد استفاده ناسا است.
این پرتابگر ساخت سال ۲۰۰۹ شرکت اوربیتال ساینسز کورپوریشن است و یک سیستم پرتابی ۴ مرحله ایست.